# ميدان لاظوغلي
ميدان لاظوغلي هو ميدان يقع في وسط محافظة القاهرة بمصر وأحد أشهر ميادين القاهرة الخديوية.

## موقع الميدان
يقع ميدان لاظوغلى عند تقاطع شارع مجلس الأمة وشارع الدواوين وشارع خيرت بحي السيدة زينب بالقاهرة.

## سبب التسمية
أطلق اسم محمد لاظوغلي باشا على ميدان كبير بالقاهرة هو ميدان «لاظوغلي» يتوسطه تمثال لاظوغلي باشا الذي صنعه المثال الفرنسي ”جاك مار“ عام 1872م، بعد أن قررت الحكومة المصرية عمل تماثيل لكبار الشخصيات في الدولة في عهد محمد علي وقد كان أحد أهم هؤلاء الكبار محمد لاظوغلي باشا.
كما تم تسمية شوارع أخرى في القاهرة باسم لاظوغلي أحدها عند السفارة البريطانية بحى جاردن سيتى بالقاهرة، والثاني شارع طويل شهير بحى حلوان.
كان الرجل الأبرز في حاشية الوالي محمد علي هو ذلك الكتخدا «محمد لاظ أوغلي باشا» فهو «محمد لاظوغلي باشا» وزير مالية محمد علي باشا الكبير وأول وزير في القوات المسلحة في عهد محمد على، كما شغل منصب رئيس وزراء مصر عام 1808 وظل في منصبه هذا 15 عامًا.
اسمه الحقيقي «محمد لاظ» أما كلمة ”أوغلي“ فهي تعني «ابن» أي أنه ابن لاظ واللاظ لقب يطلق على قسم من سكان منطقة البحر الأسود في تركيا وقد جاء إلى مصر برفقة محمد علي باشا في أواخر القرن 18 وإليه تنسب فكرة مذبحة القلعة الشهيرة للتخلص من المماليك.

## تمثال لاظوغلي
في عام 1872م قرر الخديوي إسماعيل والي مصر صناعة تماثيل للعديد من الشخصيات وكبار رجال الدولة والتي كان منها محمد لاظوغلي باشا، فكان محمد لاظوغلي غير مهتم بتمجيد اسمه أو أعماله وإنجازاته إلى درجة أوقعت صانع التمثال في مشكلة كبيرة حيث لم يجد له صورة واحدة يصنع منها التمثال فأخذ يبحث مستعينًا بأحد أصدقاء لاظوغلي عن شخص يشبهه تمامًا واستمر البحث طويلاً حتى تم العثور على سقا يحمل قربة بها ماء.
كان السقا يشبه لاظوغلي إلى حد مدهش فصنعوا له ملابس تشبه ملابس رئيس الوزراء، وقام المثال الفرنسي جاك مار سنة 1872 بصنع تمثال له ووضعه في هذا الميدان وسمى على اسمه “ميدان لاظوغلي” وظل هذا التمثال يقف وسط ميدان لاظوغلي بمحافظة القاهرة منتحلاً شخصية رئيس وزراء مصر.

## مقر أمن الدولة
كان ميدان لاظوغلي مقرا لمباحث أمن الدولة في عهد الرئيس المصري حسني مبارك، وارتبط اسم الميدان بحملات التعذيب بذلك المقر في ميدان لاظوغلي قبل قيام ثورة 25 يناير وفقا لتقارير منظمات حقوقية.

## أهم المباني
- مبنى وزارة العدل المصرية.[1]
- مبنى وزارة الداخلية المصرية.[1]